# Hydronimy staroeuropejskie
Hydronimy staroeuropejskie – hydronimy (nazwy zbiorników wodnych) w hipotetycznych językach staroeuropejskich. Określenie „staroeuropejskie” (niem. alteuropäisch) zostało wprowadzone w 1964 przez Hansa Krahego na oznaczenie języka najstarszej zrekonstruowanej warstwy hydronimów w środkowej i zachodniej Europie z okresu przedgermańskiego i przedceltyckiego. Są one datowane przez Krahego na II tysiąclecie przed naszą erą. Według jednej z teorii, język hydronimów staroeuropejskich ma charakter aglutynacyjny i przedindoeuropejski (zobacz: przedindoeuropejski substrat językowy).
Terminu staroeuropejski w znaczeniu lingwistycznym nie powinno się mylić z tym samym określeniem użytym przez Mariję Gimbutas na oznaczenie neolitycznej kultury starej Europy.

## Zasięg
Postulowane staroeuropejskie nazwy rzeczne występują w rejonie Bałtyku, południowej Skandynawii, Europie Centralnej, Francji, na Wyspach Brytyjskich, i na półwyspach Iberyjskim i Apenińskim. Jest to skorelowane z rozkładem „zachodnioeuropejskich dialektów” indoeuropejskich: celtyckich, italskich, germańskich, bałtyckich, ilirskich, zachodniosłowiańskich. Charakterystycznie wyłączone wydają się rejony Bałkanów i Grecji oraz wschodnie rejony zasiedlenia Słowian.

## Przykład
Dur, przedceltycki rdzeń oznaczający wodę, potok:
- rzeka Adur (Sussex, Wielka Brytania)
- rzeka Dour, łaciński Dubris (Kent, Wielka Brytania)
- rzeka Dore (Francja)
- rzeka Doron (Francja)
- rzeka Dordogne < Durānius (Francja)
- rzeka Douro (Duero) (Portugalia i Hiszpania)
- rzeka Dronne (Francja)
- rzeka Dropt, łaciński Drotius (Francja)
- prawdopodobnie rzeka Drac (Francja)
- rzeka Drawa (dopływ Dunaju) (Drau) (Włochy, Austria, Słowenia, Chorwacja, Węgry)
- rzeka Drawa (Polska)
- rzeka Durance (Francja)
- rzeka Durenque (Francja)
- rzeka Eder (Niemcy)
- rzeka Odra (Polska) lub Oder (Niemcy)
- rzeka Drama (Polska)